# ييرميش (ريازان)
ييرميش (بالروسية: Ермишь) هي مدينة في مقاطعة ريازان أوبلاست في روسيا. يبلغ عدد سكانها حوالي 4441 نسمة.